# San Giacomo dei Militari

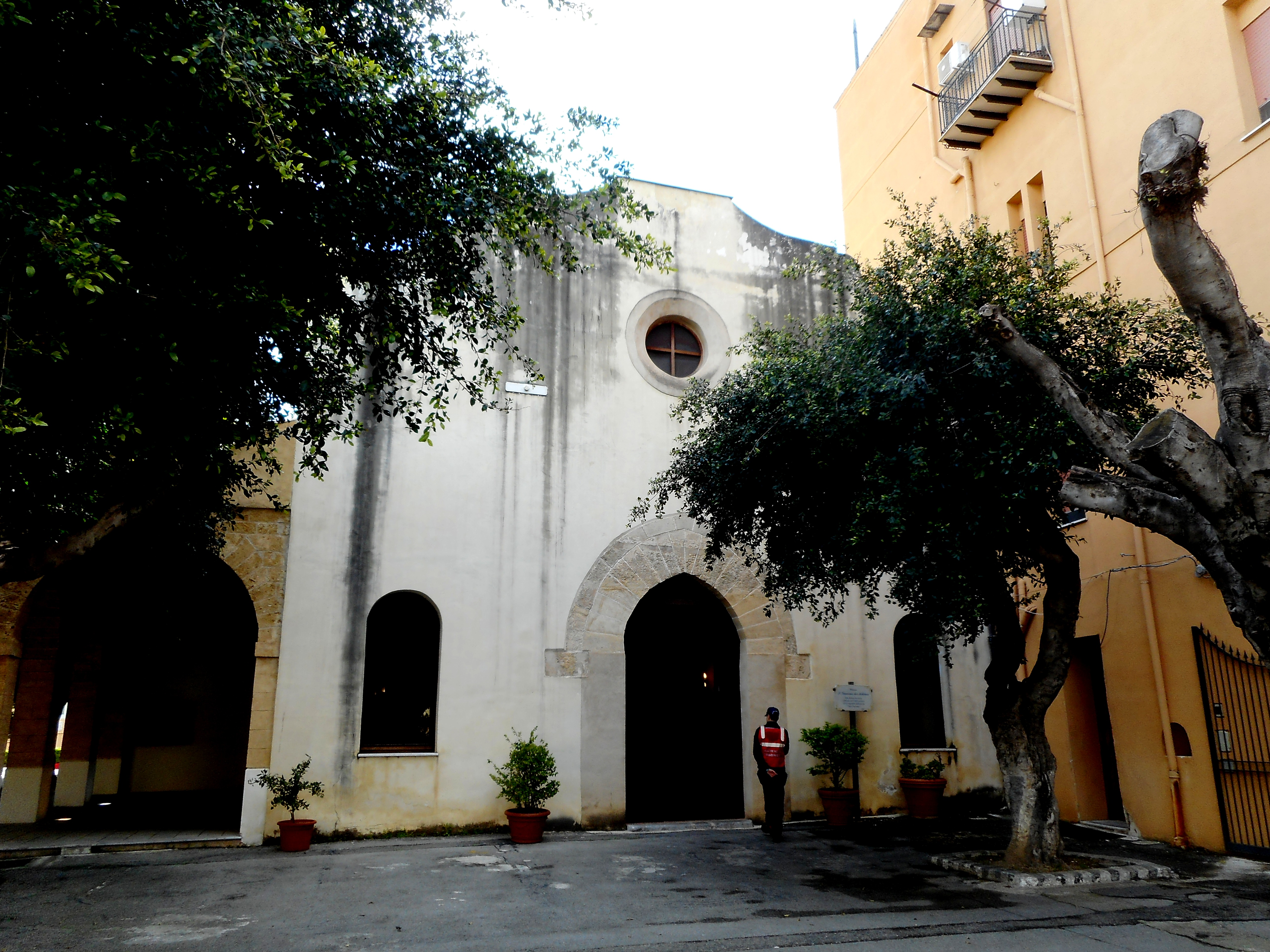
Fassade der Kirche

San Giacomo dei Militari ist ein römisch-katholisches Kirchengebäude in Palermo und liegt im Militärviertel San Giacomo.
Die Galka, Alga oder Yalica (von ‚al-Halqah‘ – Einfriedung), umfasste den Normannenpalast mit der Cappella Palatina, dem Kurienpalast und das Militärviertel.
Das Gebiet war von einer Mauer umgeben, die zum Teil auf punischen Grundmauern stand und mit Türmen gesichert war. Es diente gleichsam als Zitadelle der weltlichen, der religiösen und militärischen Macht.

## Geschichte

### Aragonesische Zeit
Die Kirche San Giacomo dei Militari, auch bekannt als San Giacomo la Mazzara (eine Verballhornung des arabischen Machassar), stammt aus dem Jahr 1482. Ihr Bau wurde vom palermitanischen Senat gefördert und der Jungfrau Maria und dem Heiligen Sebastian gewidmet, der während der Pestepidemie von 1482 um Befreiung von der Pest angerufen wurde.
Die Inschriften auf den Holzbalken des Daches tragen die Widmung, den Titel, das Datum und das Wappen des regierenden Hauses Aragon und des palermitanischen Senats.
1505 ließ sich die Bruderschaft der Scarpari in der Kirche nieder und verehrte dort die Schutzheiligen Crispinus und Crispinianus in einer eigens dafür geweihten Kapelle, die 1546 angebaut wurde.

### Spanische Herrschaft
Da die Spanier in der Stadt kein eigenes Krankenhaus für ihre Soldaten unterhielten, ersuchten sie die Kanoniker der Kirche San Giorgio in Alga darum, gegen Zahlung einer jährlichen Gebühr in den Besitzungen der Kirche San Giacomo La Mazzara bleiben zu dürfen. Die Einrichtung des Hospitals wurde 1560 genehmigt und erhielt die Zustimmung von Papst Pius IV.
1622 erbaute der Vizekönig von Sizilien Emanuel Philibert von Savoien das Viertel und das neue Krankenhaus von San Giacomo. Das Viertel enthielt außer den militärischen Gebäuden drei Kirchen: Die Kirche Santa Maria Maddalena aus normannischer Zeit, die Kirche San Giacomo dei Militari und die Kirche San Paolo d’Alga am Piano di San Paolo von 1312.
1623 gingen das nun verlassene Gotteshaus und seine Nebengebäude in den Besitz des Hospitals im Palazzo Sclafani über. Die Gebäude behielten ihre Funktion als Lazarett für die in der Kaserne stationierten Truppen. Die Kirche wurde nun umbenannt und dem heiligen Jakobus, dem Schutzheiligen der Spanier, gewidmet.
Der Komplex, der zur Verteidigung des Normannenpalasts und der zur Paläopolis (der ursprünglichen Kernstadt im Gegensatz zur Neapolis, der Neustadt) gehörenden Gebäude diente, wurde 1650 vom Vizekönig von Sizilien Juan de Austria weiter eingefriedet. Zwei Tore ermöglichten den Zugang zum Exerzierplatz: eines auf dem Cassaro gegenüber den Wällen des Palastes, das andere in Richtung Osten.
Zusammen mit der Kirche Santa Maria La Mazzara wurde sie 1663 profaniert und in den Bau eines kleinen Palastes einbezogen.

### Gegenwart
Zu Beginn des 19. Jahrhunderts wurde das Gebäude von Salvatore Maria Marvuglia, dem Bruder des berühmteren Giuseppe Venanzio Marvuglia, erheblich verändert. Die Eingriffe betrafen die Anhebung des Fußbodens und den Bau einer gewölbten Decke, um das Holzdach zu verdecken.
Ab 1874 wurden keine Gottesdienste mehr abgehalten und die Räume beherbergten Laboratorien und Werkstätten für die Kasernenaktivitäten.
Im Jahr 1970 wurde eine erste Restaurierung durchgeführt, um die von Marvuglia vorgenommenen Verkleidungen und Ergänzungen zu entfernen. Weitere Restaurierungskampagnen folgten 2003 und 2008.

## Architektur

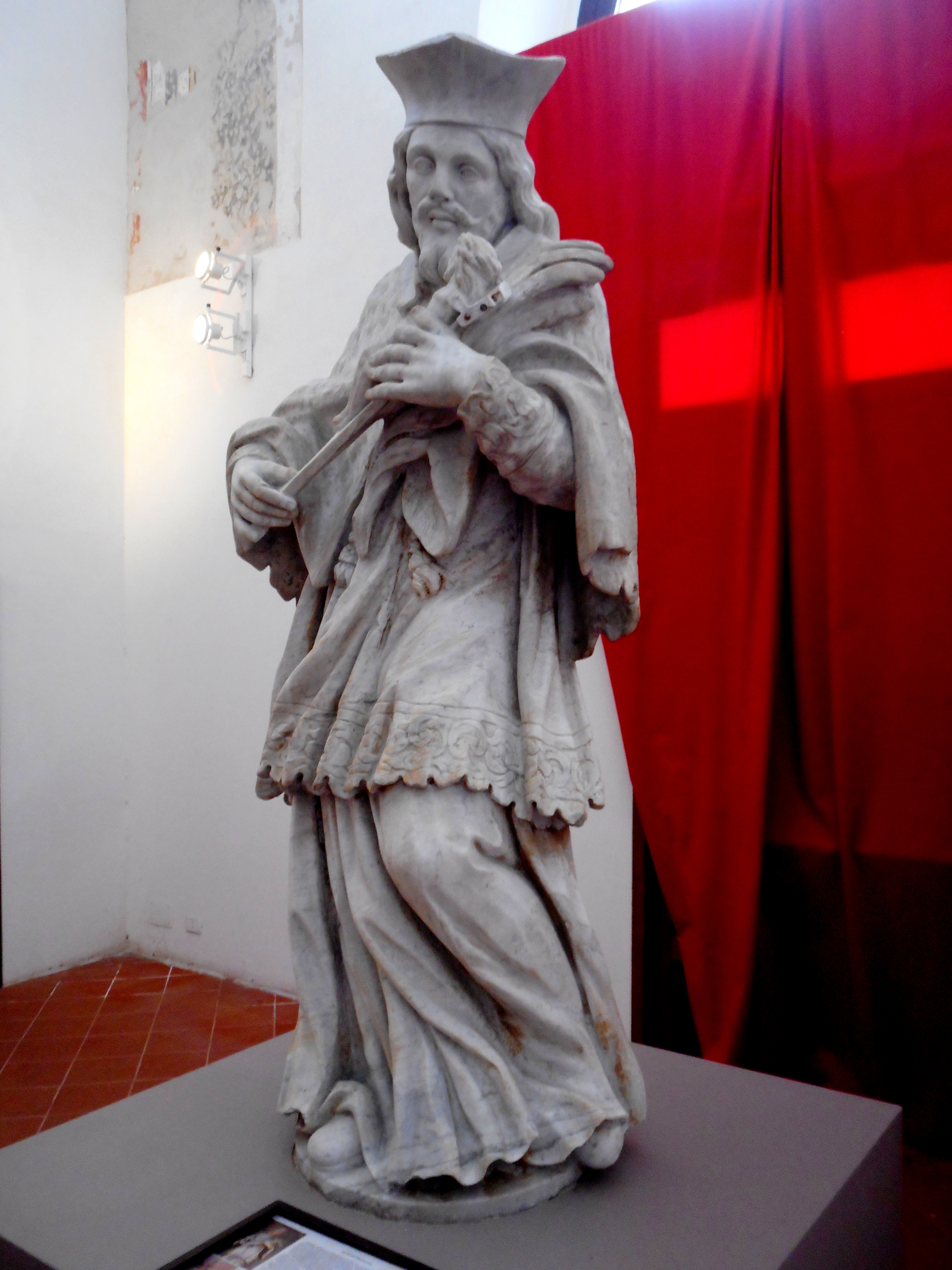
San Giovanni Nepomuceno

Die Fassade zeigt ein spitzbogiges Portal (Architektur) aus Tuffsteinquadern, das von einem Okulus überragt und von einem geschwungenen Giebel abgeschlossen wird.
Das Innere zeigt einen dreischiffigen Grundriss, der durch Säulen unterteilt wird. Das Holzdach mit verzierten Balken liegt frei.
- Epistelkapelle: Cappella di San Giovanni Nepomuceno.[7] Die Kapelle wurde von deutschen Gläubigen 1727 gestiftet und mit einer Marmorstatue versehen. Eine Restauration in den 1970er Jahren brachte Fresken aus dem Leben des Heiligen Johannes von Nepomuk ans Tageslicht, die die Kapelle als die Nepomukkapelle beschreiben, die Gaspare Palermo in seinem Reiseführer erwähnt. Die einfache Marmorstatue wurde im Jahr 1877 in die Kirche Santo Sepolchro in Bagheria gebracht. Eine ähnliche, 1722 von Tommaso Maria Napoli geschaffene Statue, die den Platz von Castello a Mare schmückte[8], ist heute in der Kirche Santa Maria degli  Angeli, der so genannten „Gancia“, zu sehen.

- Evangeliumskapelle: Cappella della Madonna del Rosario. Altar mit 4 Darstellungen der Madonna vom Rosenkranz, ein Werk von Filippo Paladini[7]

- Madonna vom Rosenkranz inmitten von Heiligen, Tafelbild von Simone de Wobreck aus dem Jahr 1581, heute im Turmsaal (Wechselausstellung) des Diözesanmuseums in Palermo aufbewahrt. Die Räume beherbergen zur Zeit andere Ausstellungsgegenstände.

- Die Heiligen Cosmas und Damian, ein Gemälde aus dem 17. Jahrhundert, Werk eines Unbekannten (möglicherweise ein Caravaggio-Schüler), befindet sich ebenfalls im Diözesanmuseum.[9]

## Bruderschaft der Schuhmacher
Im Jahr 1620 zog die Bruderschaft mit Erlaubnis von Kardinal Giannettino Doria in die Kirche San Leonardo de’ Indulciis um, die an die Kirche San Michele Arcangelo de’ Indulciis angrenzt und änderte ihren Namen, so dass sie als Kirche Santi Crispino e Crispiniano degli Andalusi bekannt wurde, die bereits 1149 während der Herrschaft von Roger II. von Sizilien erwähnt wurde.

## Bruderschaft von San Giacomo La Mazzara
1652 wurde die Bruderschaft von San Giacomo La Mazzara in die Kirche chiesa di San Giovanni an der Porta Carini verlegt, eine Kirche, die es heute nicht mehr gibt.

## Krankenhaus San Giacomo
Das Krankenhaus wurde 1560 mit Erlaubnis von Papst Pius IV. eingerichtet. Der Vizekönig von Sizilien Diego Enriquez de Guzman, Graf von Alba de Liste ließ den zum Normannenpalast gelegenen Teil des Geländes verlegen und schuf so 1586 Platz für einen Neubau.
Nach einer Unterbrechung wurde der Bau 1622 Vizekönig von Sizilien Francisco Ruiz de Castro Graf von Castro, 8. Graf von Lemos und Herzog von Taurisano fertiggestellt, so dass er weniger als Nachfolger des Gründers, sondern eher als sein Gründer gesehen wird.
1623 ging das Krankenhaus dem Palazzo Sclafani unterstellt in dem sich seit 1435 bereits das Bürgerspital befand und blieb bis 1824 aktiv, als die Abteilungen in die Einrichtungen der San Francesco Saverio in Albergheria verlegt wurden.

## San Giorgio in Alga
Während der Befestigung des Komplexes 1650 wichen die Kanoniker der Kirche San Giorgio in Alga in die Kirche Santa Maria Maggiore. aus.

## Santa Maria la Mazzara
Von der Kirche Santa Maria la Mazzara existieren nur noch Ruinen mit Säulen und Spitzbögen.
In der ehemaligen Kirche befand sich ein Bild der Madonna des Trostes griechischen Ursprungs. Eine Stiftung von  Roger I. (Sizilien). Die Kirche wurde 1071 gegründet und 1433 den Kanonikern von San Giorgio in Alga anvertraut. Die Kanoniker wechselten später in die Kirche Santa Maria Maggiore, die das Bild erwarb.